# Walter Simonson
Walter Simonson (Knoxville, 2 settembre 1946) è un fumettista statunitense.
Dopo avere studiato geologia al Amherst College, si è trasferito al Rhode Island School of Design, diplomandosi nel 1972. La sua tesi è stata The Star Slammers, fumetto pubblicato come albo promozionale per l'edizione del 1974 del World Science Fiction Convention a Washington, D.C. Nel 1983 ha riproposto la storia, sotto forma di graphic novel, per la Marvel Comics; in seguito ha continuato le avventure di Star Slammers in una miniserie prodotta durante la metà degli anni 1990 per l'etichetta Bravura della Malibu Comics.

## Carriera

### Anni settanta
Il primo lavoro professionale di Simonson è stato pubblicato nel numero 10 della serie DC Comics Weird War Tales #10, nel gennaio 1973; nel medesimo periodo realizzerà illustrazioni per l'edizione della Harry N. Abrams, Inc. di The Hobbit. Con il lavoro su Manhunter (scritto da Archie Goodwin), sempre per la DC, Simonson attirerà l'attenzione su di sé da parte dell'ambiente. In seguito disegnerà altre serie DC come Metal Men e Hercules Unbound; nel 1979 collaborerà ancora con Goodwin per l'adattamento del film Alien, pubblicato sulla rivista Heavy Metal.

### Anni ottanta
Negli anni 1980 Simonson passa a Marvel Comics, dove lavora su X-Factor (in seguito insieme alla moglie Louise) e su The Mighty Thor. Simonson prenderà il controllo totale su quest'ultima testata a partire dal numero 337, introducendo nuovi personaggi (Beta Ray Bill, alieno in grado di sollevare Mjolnir) e, tra le altre cose, trasformerà il protagonista in rana per alcuni numeri. Con Thor comincia anche la collaborazione con John Workman, con cui scriverà i testi fino al numero 367; dal numero seguente Simonson lascerà i disegni a Sal Buscema, ma scriverà i testi fino al numero 382.

### Anni novanta
Diventa sceneggiatore dei Fantastici Quattro (a partire dal numero 334), diventandone anche disegnatore tre numeri più tardi. Terminato il lavoro con il numero 354, Simonson tra le altre cose sarà coautore di Iron Man 2020 (1994) e della versione "Rinascita degli eroi" dei Vendicatori.

### Anni duemila
Simonson torna alla DC, dove realizza Orion (DC Comics) e scrive la sceneggiatura di Wonder Woman. Nel 2002 viene intervistato per il libro Panel Discussions insieme ad altri artisti come Durwin Talon, Will Eisner, Mike Mignola e Mark Schultz. Dal 2003 al 2006 disegna la miniserie Elric: The Making of a Sorcerer, scritta dall'autore di Elric Michael Moorcock, e sempre nel 2006 scrive la sceneggiatura di Hawkgirl. Altri lavori includono le copertine per delle miniserie dedicate a Bat Lash e a Vigilante, e per una serie ispirata al videogioco World of Warcraft, realizzata per WildStorm.

### Anni duemiladieci
Nel 2011 Simonson appare in un cameo nel film di Thor. Nel 2012 disegna sei numeri della testata Marvel The Avengers con Brian Michael Bendis ai testi. L'arco narrativo illustrato da Simonson consiste in un tie-in di Avengers vs. X-Men. Nel 2013 disegna tre numeri della testata The Indestructible Hulk scritta da Mark Waid. Nel luglio 2013, durante il San Diego Comic-Con, annuncia la realizzazione di Ragnarok per la IDW Publishing. Il primo numero della testata è uscito un anno dopo, nel luglio 2014. La serie narra le avventure degli dei durante il Ragnarok, l'apocalisse norreno. In questo fumetto Simonson narra nuovamente le avventure del dio Thor che, per ovvi motivi, non è quello facente parte della continuity Marvel, ma è una versione più fedele alla mitologia norrena.